# Protilema humeridens
Protilema humeridens är en skalbaggsart som beskrevs av Aurivillius 1925. Protilema humeridens ingår i släktet Protilema och familjen långhorningar. Inga underarter finns listade i Catalogue of Life.